# Facultatea de Electrotehnică și Electroenergetică a Universității Politehnica Timișoara
Facultatea de Inginerie Electrică și Energetică este una dintre cele mai vechi facultăți ale Universității Politehnica Timișoara. Ea oferă studenților formarea ca inginer electrotehnician și electroenergetician, cu diverse specializări. Are o tradiție bogată, disciplinele studiate fiind predate din momentul înființării în 1920 a „Școalei Politehnice”.
Actual oferă ciclurile de licență, masterat și doctorat.

## Istoric
Facultatea de Inginerie Electrică și Energetică este una dintre primele facultăți din cadrul Universității Politehnica Timișoara. Având începuturile la data de 15 noiembrie 1920, activitatea acesteia consta în pregătirea inginerilor în trei domenii: Electromecanică, Mine și Metalurgie.
Catedra de Electricitate este înființată peste cinci ani, având ca titular profesorul Plauțius Andronescu, acesta înființând în 1928 primul laborator de factură electrică. 
În urma reformei învățământului, Școala Politehnică se tranformă în Institut Politehnic cuprinzând: Facultatea de Mecanică, Facultatea de Electrotehnică și Măsuri electrice, Facultatea de Construcții și Facultatea de Chimie. Abia în anul 2002, Facultatea de Electrotehnică și Măsuri electrice își schimbă numele în Facultatea de Electrotehnică și Electroenergetică. În anul 2022, aceasta devine Facultatea de Inginerie Electrică și Energetică.

## Departamente
În cadrul Facultății de Inginerie Electrică și Energetică se fac marcate trei departamente: Electroenergetică, Inginerie Electrică, Bazele Fizice ale Ingineriei.
Fiind un departament dinamic, aflat într-o continuă formare, departamentul de Electroenergetică se ocupă atât de formarea stundenților din domeniului Inginerie Energetice, cu specializarea Ingineria sistemelor electroenergetice cât și de cea a stundenților Facultății de Electrotehnică și Electroenergetică  și a celorlalți stundenți din cadrul Universității Politehnica Timișoara. 
În cadrul departamentului de Inginerie Electrică se fac marcate specializările: Mașini electrice, respectiv de Utilizări ale energiei electrice.
Departamentul de Bazele Fizice ale Ingineriei a luat naștere în anul 2007. Acesta se bucură de o bună colaborare cu producția prin contracte de colaborare.

## Cronologie
- 1920 - înființarea Școlii Politehnice la Timișoara;
- 1925 - înființarea Catedrei de Electricitate;
- 1928 - se înființează primul laborator cu caracter electric din cadrul Școlii Politehnice;
- 1933 - înființarea facultăților de Mecanică și Electricitate (Electromecanică);
- 1948 - Școala Politehnică din Timișoara devine Institut Politehnic și cuprinde patru facultăți: Mecanică, Electrotehnică, Construcții și Chimie Industrială;
- 1948 - 1972 interval de timp în care Catedra de Măsuri electrice a avut mai multe denumiri precum: Electrificări și Măsuri electrice, Electronică și Măsuri electrice, Măsuri, Centrale și Rețele electrice;
- 1952 - au fost introduse cursurile serale, cele cu durata de șase ani, și cursurile fără frecvență;
- 1972 - din Catedra de Măsuri, Centrale și Rețele electrice se desprinde colectivul Centrale și Rețele, iar din Catedra de Mașini electrice se desprinde colectivul de Aparate după care se constituie Catedra de Electroenergetică;
- 1985 - restructurarea catedrelor din facultate astfel formându-se Catedra de Electrotehnică și Mașini electrice;
- 2002 - Facultatea de Electrotehnică și-a schimbat denumirea în Facultatea de Electrotehnică și Electroenergetică;
- 2004 - programele de studii universitare au fost adaptate sistemului Bologna;

## Imagini

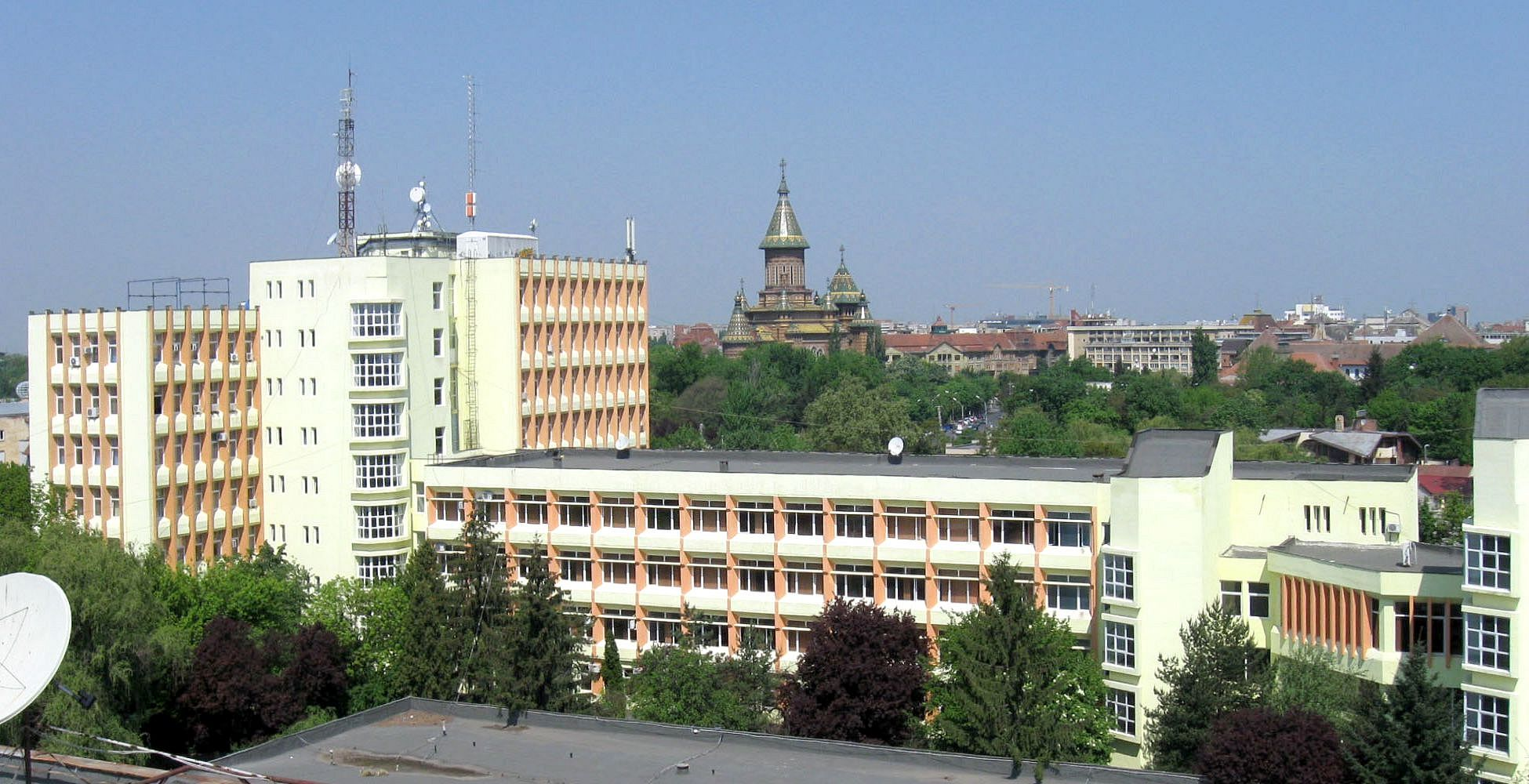

## Personalități marcante
Academicieni:
- Acad. Plautius Andronescu
- Acad. Alexandru Cișman
- Acad. Toma Dordea
- Acad. Traian Lalescu
- Acad. Corneliu Micloși
- Acad. Remus Răduleț
- Acad. Victor Vâlcovici
- Acad. Ion Boldea